# جورج فويجت
جورج فويجت (بالألمانية: Georg Voigt)‏ (و. 1827 – 1891 م) هو مؤرخ العصر الحديث، ومؤرخ، وأستاذ جامعي من ألمانيا، ومملكة بروسيا، ولد في كونيغسبرغ، وكان عضوًا في أكاديمية ساكسون للعلوم (منذ 24 أبريل 1869)، والأكاديمية البافارية للعلوم والعلوم الإنسانية، والأكاديمية النمساوية للعلوم، توفي في لايبزيغ، عن عمر يناهز 64 عاماً.

## التعليم
تعلم في جامعة كونيغسبرغ.